# Ben Hoffman
Ben Hoffman (Grand Junction, 22 de agosto de 1983) es un deportista estadounidense que compitió en triatlón. Ganó una medalla de plata en el Campeonato Mundial de Ironman de 2014.

## Palmarés internacional
| Campeonato Mundial | Campeonato Mundial     | Campeonato Mundial | Campeonato Mundial |
| Año                | Lugar                  | Medalla            | Prueba             |
| ------------------ | ---------------------- | ------------------ | ------------------ |
| 2014               | Hawái (Estados Unidos) | Medalla de plata   | Individual         |